# Protaetia angustata
Protaetia angustata är en skalbaggsart som beskrevs av Ernst Friedrich Germar 1817. Protaetia angustata ingår i släktet Protaetia och familjen Cetoniidae. Utöver nominatformen finns också underarten P. a. angustula.

## Bildgalleri

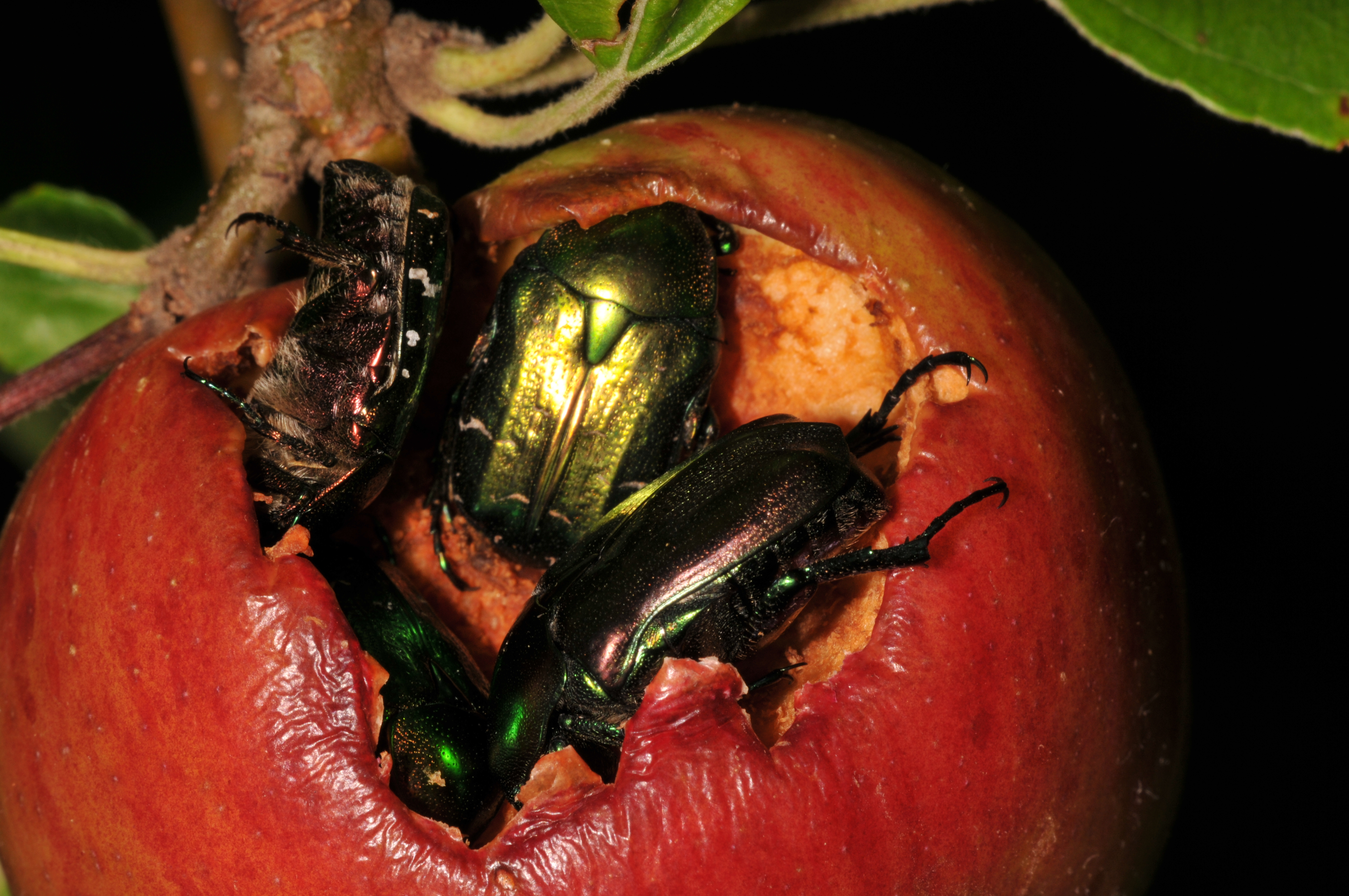
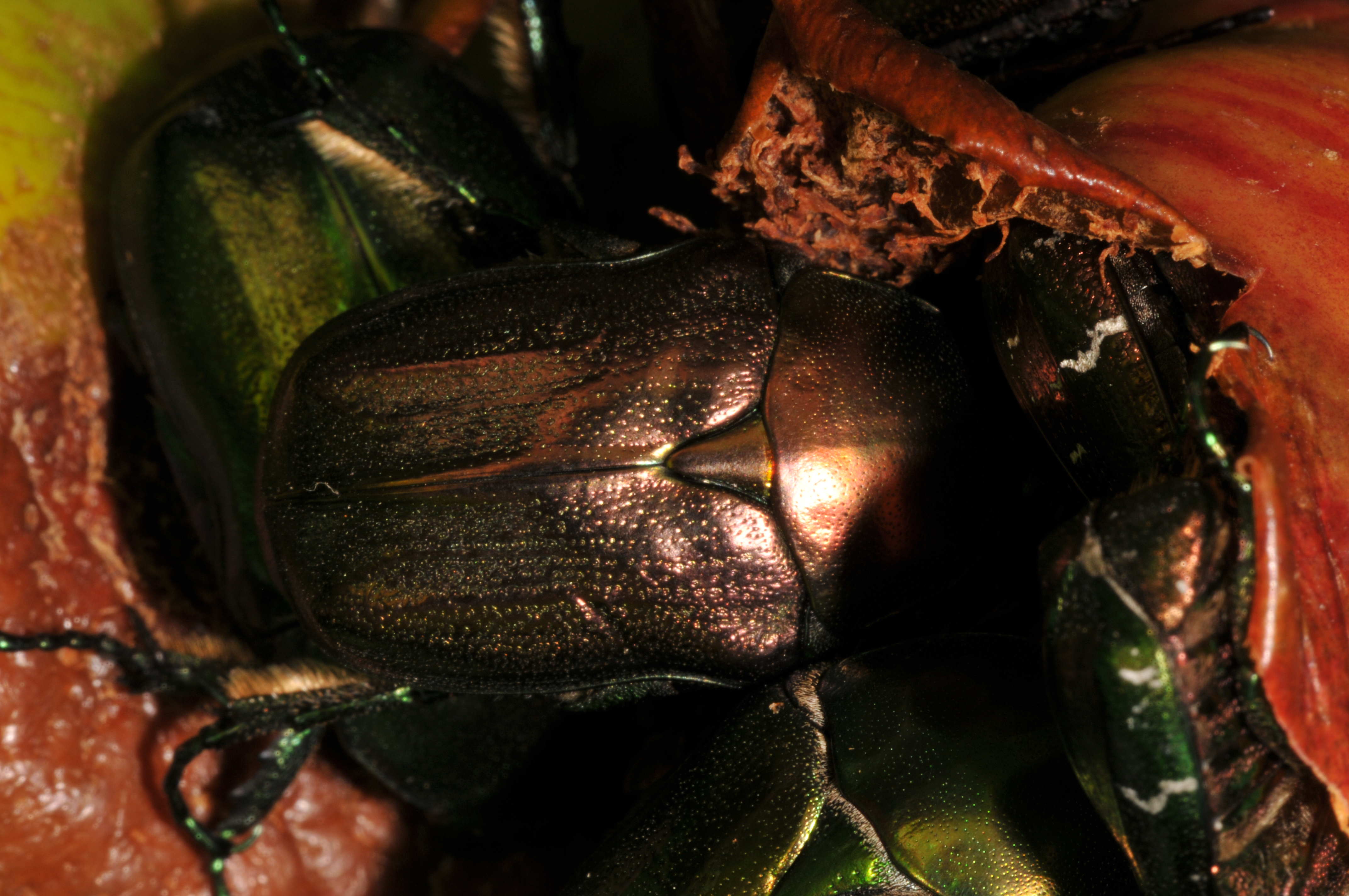
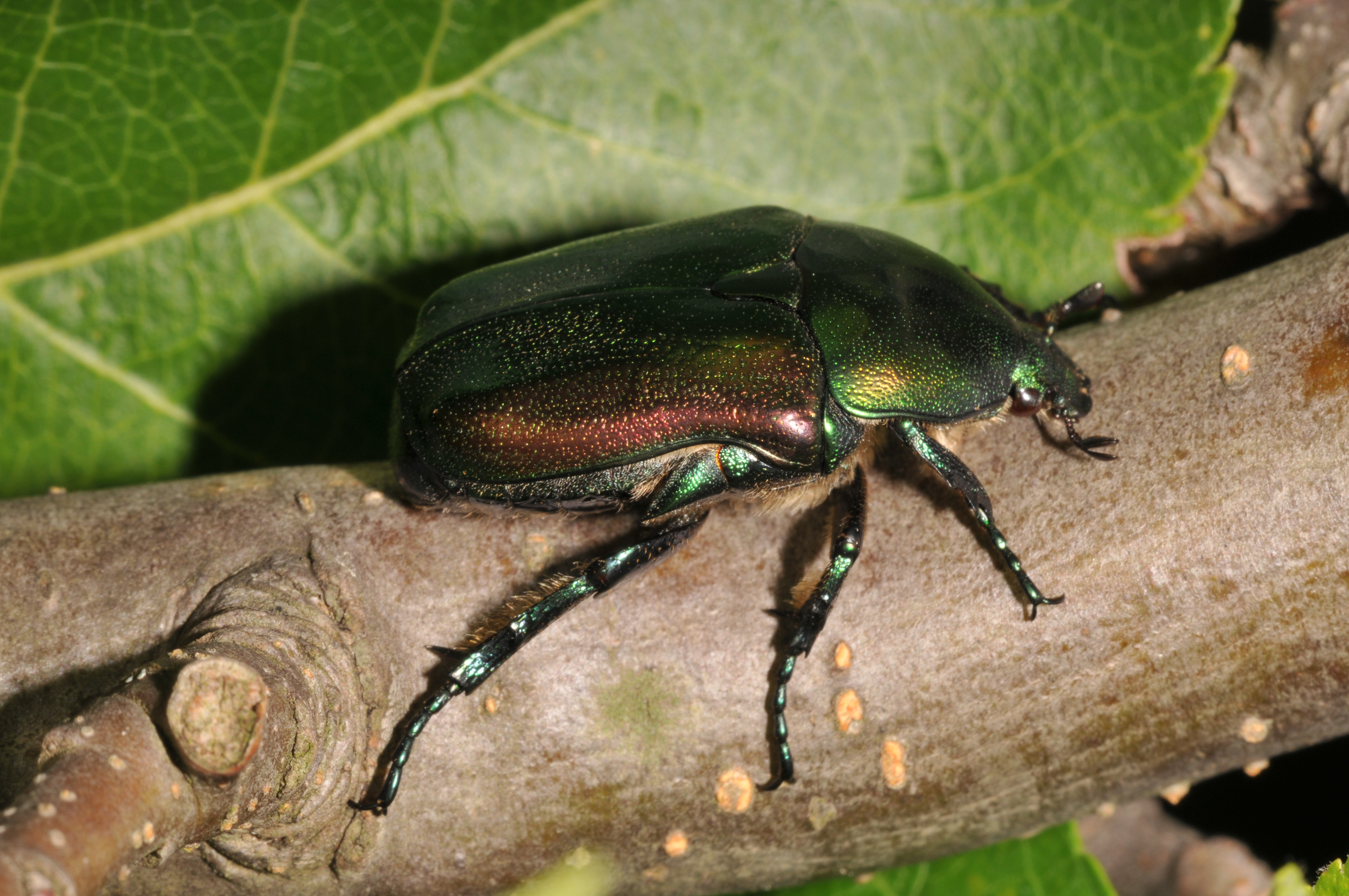
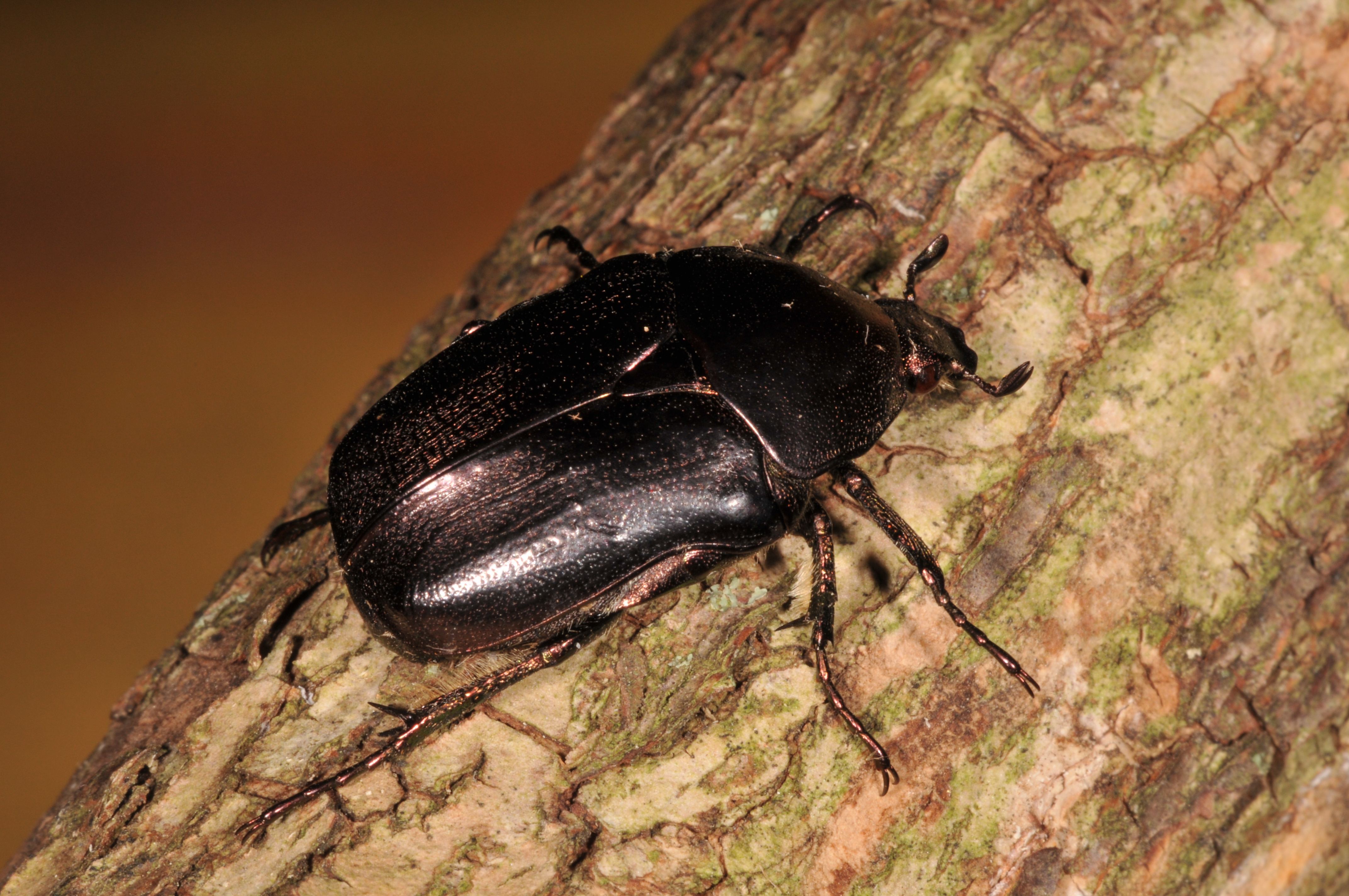
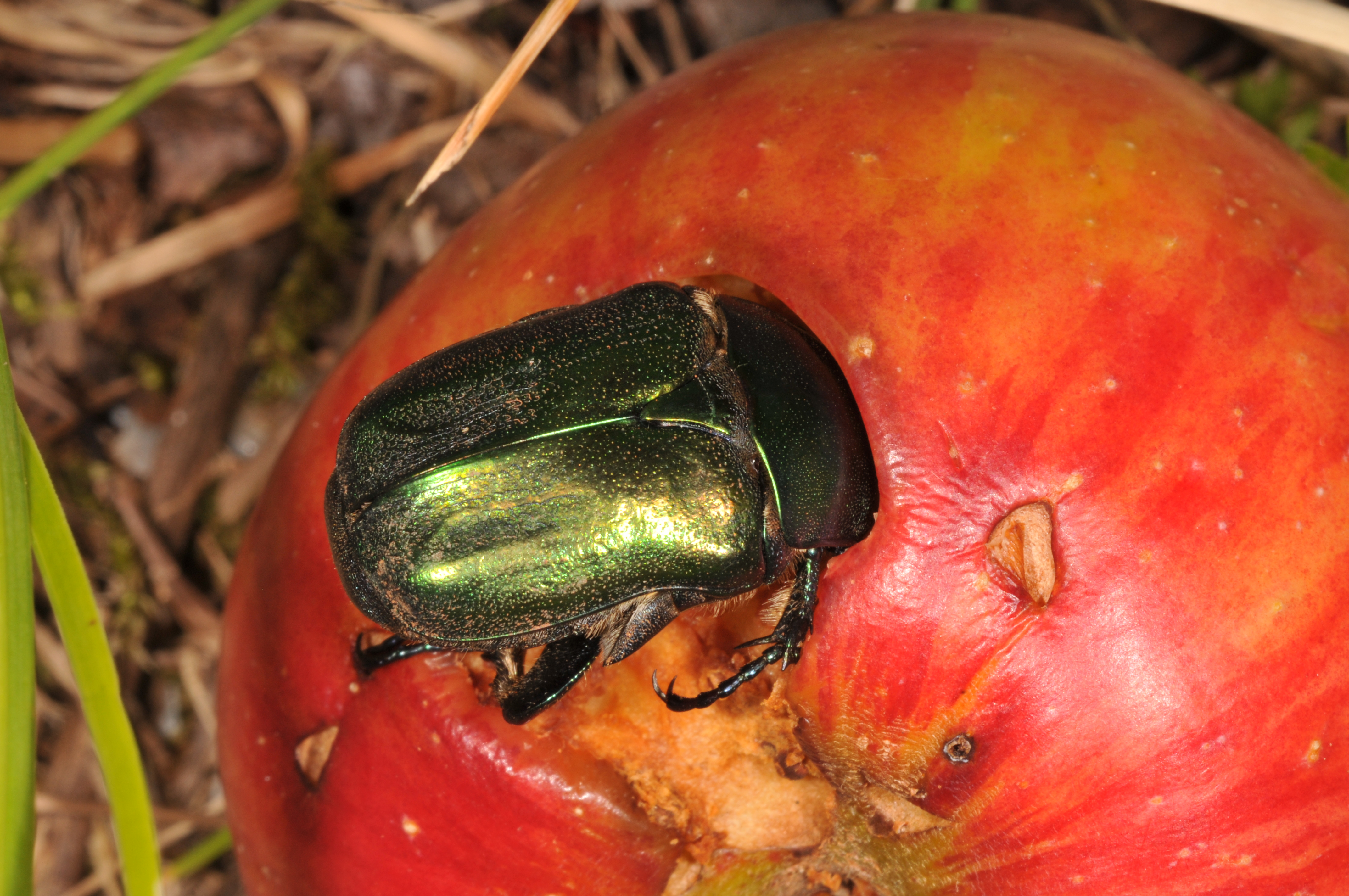
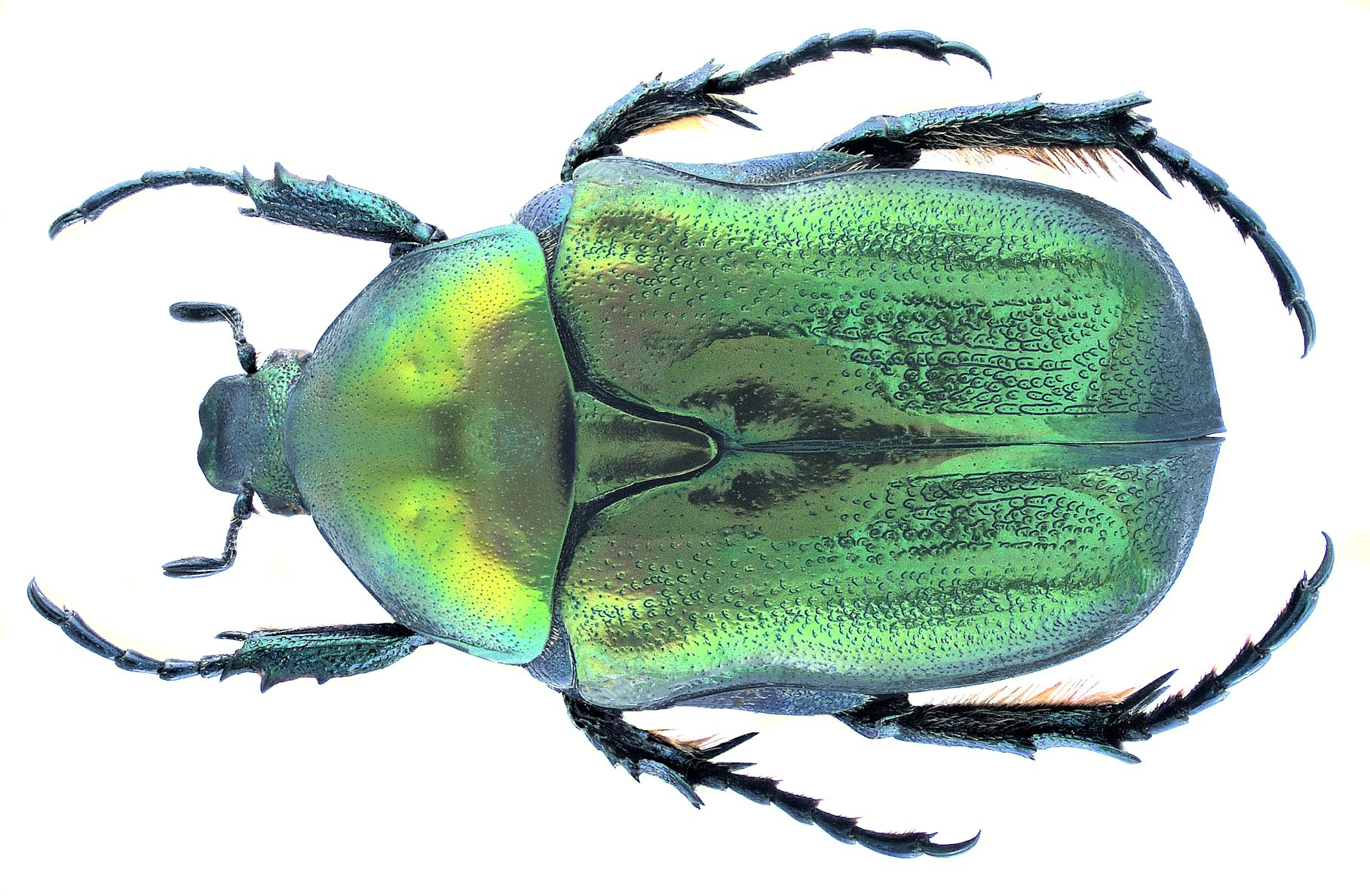